# Euarchontoglires
Los euarcontoglires (Euarchontoglires que significa verdaderos ancestros semejantes a antiguos lirones) también llamados supraprimates son un superorden de mamíferos placentarios, que se compone de dos clados Glires (el grupo de roedores y conejos) y Euarchonta (que incluye a los primates, colugos y tupayas). Algunos grupos extintos relacionados con ellos también forman parte de este superorden.

## Relaciones evolutivas
El clado de los Euarchontoglires se basa en el análisis de la secuencia de ADN y otros elementos moleculares, combinando el clado de los Glires, con el clado Euarchonta. Hasta ahora se reconoce poca evidencia por rasgos que apoyan Euarchontoglires pero tampoco existe evidencia de la anatomía para apoyar conjeturas alternativas.
Euarchontoglires se reconoce como uno de los cuatro clados dentro de Placentalia, los cuales generalmente no tienen categoría taxonómica pero a veces se le dan las categorías de cohorte o magnoorden, y superorden. Las relaciones entre los cuatro cohortes (Euarchontoglires, Xenarthra, Laurasiatheria y Afrotheria) y la identidad de la raíz placental todavía son algo controvertidas.
Euarchontoglires probablemente se separó del grupo hermano, Laurasiatheria, hace entre 98 y 107 millones de años, durante el Cretácico, desarrollándose en el grupo de las islas Laurasia, que más tarde se convertiría en el continente Europa. Apoyan esta hipótesis evidencias moleculares; hasta ahora, el fósil más viejo conocido se fecha en el Paleoceno inferior. El clado de Euarchontoglires y Laurasiatheria se reconoce como Boreoeutheria. Los  euarchontoglires y marsupiales diprotodontia tienen un apéndice vermiforme, aunque fue resultado de la evolución convergente.
En cuanto a filogenia Euarchontoglires se divide en dos clados: Euarchonta el cual se subdivide en Scandentia y Primatomorpha (clado que une Primates con Dermoptera). Y Glires clado que filogenéticamente incluye los órdenes hermanos Rodentia y Lagomorpha. A pesar de ello algunos análisis genéticos han dado resultados diversos y contradictorios. Sin embargo los análisis genéticos recientes y más exhaustivos respaldan la monofilia de esta clasificación.

## Clasificación
- Granorden Glires 
  - Orden Anagaloidea†
  - Orden Arctostylopida†
  - Clado Gliriformes
    - Orden Lagomorpha
    - Orden Rodentia
- Granorden Euarchonta 
  - Orden Scandentia
  - Clado Primatomorpha
    - Orden Dermoptera
    - Orden Primates
    - Orden Plesiadapiformes†

## Filogenia
Un estudio genético reciente utilizando una gran cantidad de elementos ultraconservados y otros de todo el genoma han dado como resultado la siguiente filogenia:
|  | Lagomorpha |
|  |            |
|  | Rodentia   |
|  |            |

|               | Scandentia                                              |
|               |                                                         |
| Primatomorpha | \| \| Dermoptera \| \| \| \| \| \| Primates \| \| \| \| |
|               | \| \| Dermoptera \| \| \| \| \| \| Primates \| \| \| \| |
|               | Dermoptera                                              |
|               |                                                         |
|               | Primates                                                |
|               |                                                         |

|  | Dermoptera |
|  |            |
|  | Primates   |
|  |            |

|  | Lagomorpha |
|  |            |
|  | Rodentia   |
|  |            |

|               | Scandentia                                              |
|               |                                                         |
| Primatomorpha | \| \| Dermoptera \| \| \| \| \| \| Primates \| \| \| \| |
|               | \| \| Dermoptera \| \| \| \| \| \| Primates \| \| \| \| |
|               | Dermoptera                                              |
|               |                                                         |
|               | Primates                                                |
|               |                                                         |

|  | Dermoptera |
|  |            |
|  | Primates   |
|  |            |

Los Euarcontoglires carecen de apomorfías morfológicas, dependiendo su existencia por el momento por la filogenia molecular, la división entre Gliriformes y Euarchonta ocurrió por lo menos hace 88 millones de años, los primeros euarcontoglires (y placentarios en general) se parecían a los escandentios modernos, debido a que estos últimos tuvieron una evolución lenta y sin cambios tan notorios (aunque no permanecieron sin cambiar).
|  | Apatemyidae †    |
|  |                  |
|  | Picrodontidae †? |
|  |                  |

|  | Anagalidae †     |
|  |                  |
|  | Pseudictopidae † |
|  |                  |

|  | Sinomylus †                                                        |
|  |                                                                    |
|  | \| \| Simplicidentata \| \| \| \| \| \| Duplicidentata \| \| \| \| |
|  |                                                                    |
|  | Simplicidentata                                                    |
|  |                                                                    |
|  | Duplicidentata                                                     |
|  |                                                                    |

|  | Simplicidentata |
|  |                 |
|  | Duplicidentata  |
|  |                 |

|  | Anagalidae †     |
|  |                  |
|  | Pseudictopidae † |
|  |                  |

|  | Sinomylus †                                                        |
|  |                                                                    |
|  | \| \| Simplicidentata \| \| \| \| \| \| Duplicidentata \| \| \| \| |
|  |                                                                    |
|  | Simplicidentata                                                    |
|  |                                                                    |
|  | Duplicidentata                                                     |
|  |                                                                    |

|  | Simplicidentata |
|  |                 |
|  | Duplicidentata  |
|  |                 |

|  | Apatemyidae †    |
|  |                  |
|  | Picrodontidae †? |
|  |                  |

|  | Anagalidae †     |
|  |                  |
|  | Pseudictopidae † |
|  |                  |

|  | Sinomylus †                                                        |
|  |                                                                    |
|  | \| \| Simplicidentata \| \| \| \| \| \| Duplicidentata \| \| \| \| |
|  |                                                                    |
|  | Simplicidentata                                                    |
|  |                                                                    |
|  | Duplicidentata                                                     |
|  |                                                                    |

|  | Simplicidentata |
|  |                 |
|  | Duplicidentata  |
|  |                 |

|  | Anagalidae †     |
|  |                  |
|  | Pseudictopidae † |
|  |                  |

|  | Sinomylus †                                                        |
|  |                                                                    |
|  | \| \| Simplicidentata \| \| \| \| \| \| Duplicidentata \| \| \| \| |
|  |                                                                    |
|  | Simplicidentata                                                    |
|  |                                                                    |
|  | Duplicidentata                                                     |
|  |                                                                    |

|  | Simplicidentata |
|  |                 |
|  | Duplicidentata  |
|  |                 |

|  | Sivatupaia †                                                |
|  |                                                             |
|  | \| \| Ptilocercidae \| \| \| \| \| \| Tupaiidae \| \| \| \| |
|  |                                                             |
|  | Ptilocercidae                                               |
|  |                                                             |
|  | Tupaiidae                                                   |
|  |                                                             |

|  | Ptilocercidae |
|  |               |
|  | Tupaiidae     |
|  |               |

|  | Plesiadapiformes* †                                                              |
|  |                                                                                  |
|  | \| \| Dermoptera \| \| \| \| \| \| Euprimates/Primates sensu stricto \| \| \| \| |
|  |                                                                                  |
|  | Dermoptera                                                                       |
|  |                                                                                  |
|  | Euprimates/Primates sensu stricto                                                |
|  |                                                                                  |

|  | Dermoptera                        |
|  |                                   |
|  | Euprimates/Primates sensu stricto |
|  |                                   |

|  | Sivatupaia †                                                |
|  |                                                             |
|  | \| \| Ptilocercidae \| \| \| \| \| \| Tupaiidae \| \| \| \| |
|  |                                                             |
|  | Ptilocercidae                                               |
|  |                                                             |
|  | Tupaiidae                                                   |
|  |                                                             |

|  | Ptilocercidae |
|  |               |
|  | Tupaiidae     |
|  |               |

|  | Plesiadapiformes* †                                                              |
|  |                                                                                  |
|  | \| \| Dermoptera \| \| \| \| \| \| Euprimates/Primates sensu stricto \| \| \| \| |
|  |                                                                                  |
|  | Dermoptera                                                                       |
|  |                                                                                  |
|  | Euprimates/Primates sensu stricto                                                |
|  |                                                                                  |

|  | Dermoptera                        |
|  |                                   |
|  | Euprimates/Primates sensu stricto |
|  |                                   |

|  | Apatemyidae †    |
|  |                  |
|  | Picrodontidae †? |
|  |                  |

|  | Anagalidae †     |
|  |                  |
|  | Pseudictopidae † |
|  |                  |

|  | Sinomylus †                                                        |
|  |                                                                    |
|  | \| \| Simplicidentata \| \| \| \| \| \| Duplicidentata \| \| \| \| |
|  |                                                                    |
|  | Simplicidentata                                                    |
|  |                                                                    |
|  | Duplicidentata                                                     |
|  |                                                                    |

|  | Simplicidentata |
|  |                 |
|  | Duplicidentata  |
|  |                 |

|  | Anagalidae †     |
|  |                  |
|  | Pseudictopidae † |
|  |                  |

|  | Sinomylus †                                                        |
|  |                                                                    |
|  | \| \| Simplicidentata \| \| \| \| \| \| Duplicidentata \| \| \| \| |
|  |                                                                    |
|  | Simplicidentata                                                    |
|  |                                                                    |
|  | Duplicidentata                                                     |
|  |                                                                    |

|  | Simplicidentata |
|  |                 |
|  | Duplicidentata  |
|  |                 |

|  | Apatemyidae †    |
|  |                  |
|  | Picrodontidae †? |
|  |                  |

|  | Anagalidae †     |
|  |                  |
|  | Pseudictopidae † |
|  |                  |

|  | Sinomylus †                                                        |
|  |                                                                    |
|  | \| \| Simplicidentata \| \| \| \| \| \| Duplicidentata \| \| \| \| |
|  |                                                                    |
|  | Simplicidentata                                                    |
|  |                                                                    |
|  | Duplicidentata                                                     |
|  |                                                                    |

|  | Simplicidentata |
|  |                 |
|  | Duplicidentata  |
|  |                 |

|  | Anagalidae †     |
|  |                  |
|  | Pseudictopidae † |
|  |                  |

|  | Sinomylus †                                                        |
|  |                                                                    |
|  | \| \| Simplicidentata \| \| \| \| \| \| Duplicidentata \| \| \| \| |
|  |                                                                    |
|  | Simplicidentata                                                    |
|  |                                                                    |
|  | Duplicidentata                                                     |
|  |                                                                    |

|  | Simplicidentata |
|  |                 |
|  | Duplicidentata  |
|  |                 |

|  | Sivatupaia †                                                |
|  |                                                             |
|  | \| \| Ptilocercidae \| \| \| \| \| \| Tupaiidae \| \| \| \| |
|  |                                                             |
|  | Ptilocercidae                                               |
|  |                                                             |
|  | Tupaiidae                                                   |
|  |                                                             |

|  | Ptilocercidae |
|  |               |
|  | Tupaiidae     |
|  |               |

|  | Plesiadapiformes* †                                                              |
|  |                                                                                  |
|  | \| \| Dermoptera \| \| \| \| \| \| Euprimates/Primates sensu stricto \| \| \| \| |
|  |                                                                                  |
|  | Dermoptera                                                                       |
|  |                                                                                  |
|  | Euprimates/Primates sensu stricto                                                |
|  |                                                                                  |

|  | Dermoptera                        |
|  |                                   |
|  | Euprimates/Primates sensu stricto |
|  |                                   |

|  | Sivatupaia †                                                |
|  |                                                             |
|  | \| \| Ptilocercidae \| \| \| \| \| \| Tupaiidae \| \| \| \| |
|  |                                                             |
|  | Ptilocercidae                                               |
|  |                                                             |
|  | Tupaiidae                                                   |
|  |                                                             |

|  | Ptilocercidae |
|  |               |
|  | Tupaiidae     |
|  |               |

|  | Plesiadapiformes* †                                                              |
|  |                                                                                  |
|  | \| \| Dermoptera \| \| \| \| \| \| Euprimates/Primates sensu stricto \| \| \| \| |
|  |                                                                                  |
|  | Dermoptera                                                                       |
|  |                                                                                  |
|  | Euprimates/Primates sensu stricto                                                |
|  |                                                                                  |

|  | Dermoptera                        |
|  |                                   |
|  | Euprimates/Primates sensu stricto |
|  |                                   |